# Rymosia pectinacea
Rymosia pectinacea är en tvåvingeart som beskrevs av Ostroverkhova 1979. Rymosia pectinacea ingår i släktet Rymosia och familjen svampmyggor. Inga underarter finns listade i Catalogue of Life.